# Altos del Chipión
Altos del Chipión é um município da província de Córdoba, na Argentina.